# Clover Mooreová
Clover Mooreová, nepřechýleně Clover Moore (* 22. října 1945 v Sydney) je australská politička, od března 2004 starostka města Sydney. Od vzniku této funkce v roce 1842 je nejdéle sloužící osobou v úřadu, zároveň první žena zastávající tuto funkci, která byla zvolena přímo, celkově druhá žena ve funkci starostky města Sydney. V letech 1988 až 2012 byla členkou Zákonodárného shromáždění Nového Jižního Walesu.